# Gonomyia kertesziana
Gonomyia kertesziana är en tvåvingeart som beskrevs av Alexander 1934. Gonomyia kertesziana ingår i släktet Gonomyia och familjen småharkrankar. Inga underarter finns listade i Catalogue of Life.